# 佐藤東洋麿
佐藤 東洋麿（さとう とよまろ、1939年（昭和14年）2月16日 -2021年（令和3年）7月20日）は、日本のフランス文学者、横浜国立大学名誉教授。

## 来歴
満洲・瀋陽生まれ。1960年、東京大学文学部フランス文学科在学中に『ポアロの微笑 A・クリスティについて』で宝石評論賞選外佳作。1967年、フランス政府招聘留学生としてニース大学に学ぶ。1968年、同大学院博士課程単位取得退学、東大文学部助手、1970年横浜国立大学教育学部専任講師、1971年助教授、1988年教授。2004年定年退官、名誉教授。2004年から2009年まで帝京平成大学情報学部教授を務める。2018年秋の叙勲で瑞宝中綬章を受章。

## 著書など

### 共著
- 『ボードレールによるエチュード』 阿部良雄共著 朝日出版社、1977

### 編集
- 『フランス語動詞活用辞典』 現代出版、1983

### 翻訳
- クロード・モーリャック 『現代の反文学』 小海永二・玉井友希夫共訳 山梨シルクセンター出版部 サンリオ選書、1971
- 『ナルシスの変貌 ダリ芸術論集』 小海永二共訳 国文社、1971。土曜美術社、1991
- ドミニック・ランセ 『十九世紀フランス詩』 阿部良雄共訳 白水社・文庫クセジュ、1979
- アンドレ・バザン 『残酷の映画の源流』 西村幸子共訳 新樹社、2003

## 参考
- 『現代日本人名録』2002年